# Nati nel 1998/Senza giorno specificato
| Questa pagina contiene informazioni ricavate automaticamente dalle voci biografiche con l'ausilio del template Bio e di un bot. L'aggiornamento è periodico e automatico e ricostruisce completamente la pagina. Se manca una persona in questa lista, sei pregato di non aggiungerla, ma accertati piuttosto che la sua voce biografica contenga il template Bio e che i dati anagrafici siano correttamente compilati. Se il template Bio manca, inseriscilo tu stesso o, in alternativa, metti l'avviso {{tmp\|Bio}} che ne segnala la mancanza. Se i dati riportati sono sbagliati, correggi direttamente la voce biografica; le modifiche saranno visibili in questa lista entro pochi giorni. Per chiarimenti vedi il progetto biografie. La lista contiene solo le 117 persone che sono citate nell'enciclopedia e per le quali è stato implementato correttamente il template Bio. Pagina aggiornata al 1 gen 2023. |

- Martin Adamec, calciatore slovacco
- Lamiya Aji Bashar, attivista irachena
- Nojoud Ali, scrittrice e attivista yemenita
- Naser Alizadeh, lottatore iraniano
- Tommaso Baldasso, cestista italiano
- Gabriel Batista, calciatore brasiliano
- Adrián Ben, mezzofondista spagnolo
- Sander Berge, calciatore norvegese
- Kimberly Birrell, tennista australiana
- Geoffrey Blancaneaux, tennista francese
- Álex Blanco, calciatore spagnolo
- Anna Blinkova, tennista russa
- Josip Brekalo, calciatore croato
- Lucia Bronzetti, tennista italiana
- Lorenzo Bucarelli, cestista italiano
- Miriam Bulgaru, tennista romena
- Franko Burraj, velocista albanese
- José Gabriel Cevallos, calciatore ecuadoriano
- Walid Cheddira, calciatore marocchino
- Cho Gue-sung, calciatore sudcoreano
- Tiffany Clark, pallavolista statunitense
- Comethazine, rapper statunitense
- Washington Corozo, calciatore ecuadoriano
- Patrick Cutrone, calciatore italiano
- Davide Denegri, cestista italiano
- Hamidou Diallo, cestista statunitense
- Nicolás Domínguez, calciatore argentino
- MrBeast, youtuber e imprenditore statunitense
- Carsen Edwards, cestista statunitense
- Pervis Estupiñán, calciatore ecuadoriano
- Eberechi Eze, calciatore inglese
- Wout Faes, calciatore belga
- Luke Fortner, giocatore di football americano statunitense
- Michael Fuentes, calciatore cileno
- Mario García, attore spagnolo
- Abe Gashahun, maratoneta e mezzofondista etiope
- Betesfa Getahun, maratoneta e mezzofondista etiope
- Borna Gojo, tennista croato
- Manuel Guijarro, velocista spagnolo
- Sebastian Gutierrez, giocatore di football americano statunitense
- Ianis Hagi, calciatore rumeno
- Achraf Hakimi, calciatore marocchino
- Honoka Hayashi, calciatrice giapponese
- Kevin Huerter, cestista statunitense
- Jalen Hurts, giocatore di football americano statunitense
- Roger Ibañez, calciatore brasiliano
- Renny Jaramillo, calciatore ecuadoriano
- Jelassi, rapper svedese
- Herbert Jones, cestista statunitense
- Rakhat Kalzhan, lottatore kazako
- Philemon Kiplimo, mezzofondista keniota
- Lukáš Klein, tennista slovacco
- Nelly Korda, golfista statunitense
- Jerry Lalrinzuala, calciatore indiano
- Lion Lauberbach, calciatore tedesco
- Alexis Mac Allister, calciatore argentino
- Boye Mafe, giocatore di football americano statunitense
- Max Mandusic, astista italiano
- Marius Marin, calciatore rumeno
- Edith Martínez Val, attrice e modella spagnola
- Federico Massone, cestista italiano
- Luke Masterson, giocatore di football americano statunitense
- Daniel Mateiko, mezzofondista keniota
- Taishi Matsumoto, calciatore giapponese
- Kylian Mbappé, calciatore francese
- Ibony Mbungu, giocatore di football americano svizzero
- Brandon McCoy, cestista statunitense
- Riley McGree, calciatore australiano
- Andrea Mezzanotte, cestista italiano
- Moeka Minami, calciatrice giapponese
- Kevin Minda, calciatore ecuadoriano
- Michael Mmoh, tennista statunitense
- Dariel Morejón, calciatore cubano
- Enock Mwepu, allenatore di calcio e ex calciatore zambiano
- Pouya Naserpour, lottatore iraniano
- Juan Nazareno, calciatore ecuadoriano
- Solène Ndama, multiplista e ostacolista francese
- Martin Ødegaard, calciatore norvegese
- Lawrence Ofori, calciatore ghanese
- David Okeke, cestista italiano
- Josh Okogie, cestista nigeriano
- Victor Osimhen, calciatore nigeriano
- Tommaso Oxilia, cestista italiano
- Lorenzo Penna, cestista italiano
- Jeremy Petris, calciatore francese
- Angelo Preciado, calciatore ecuadoriano
- Payton Pritchard, cestista statunitense
- Joel Quintero, calciatore ecuadoriano
- Jhonny Quiñónez, calciatore ecuadoriano
- Rosa Chemical, rapper italiano
- Casper Ruud, tennista norvegese
- Floni, rapper e produttore discografico islandese
- Giacomo Savini, pallamanista italiano
- Alessandro Simioni, cestista italiano
- Virginia Stablum, modella italiana
- Anna Odine Strøm, saltatrice con gli sci norvegese
- Daiki Sugioka, calciatore giapponese
- Taleedah Tamer, modella saudita
- Miltiadīs Tentoglou, lunghista greco
- Matouš Trmal, calciatore ceco
- Stefanos Tsitsipas, tennista greco
- Tua Tagovailoa, giocatore di football americano statunitense
- Dayot Upamecano, calciatore francese
- Peter-Lee Vassell, calciatore giamaicano
- Francesca Velicu, ballerina rumena
- Riccardo Visconti, cestista italiano
- P.J. Washington, cestista statunitense
- Kōta Watanabe, calciatore giapponese
- Yosuke Watanuki, tennista giapponese
- Lindell Wigginton, cestista canadese
- XXXTentacion, rapper e cantante statunitense († 2018)
- Matías Zaracho, calciatore argentino
- Agata Zupin, ostacolista slovena
- Ryan Zézé, velocista francese
- Evander da Silva Ferreira, calciatore brasiliano
- Diogo Calila, calciatore portoghese
- Odsonne Édouard, calciatore francese